# أوكسي رباعي كلوريد تنغستن سداسي
 أوكسي رباعي كلوريد تنغستن سداسي مركب كيميائي له الصيغة WOCl4، ويكون على شكل بلورات برتقالية .

## الخواص
مركب فعال جداً يتفاعل مع الكحولات والماء وحتى رطوبة الهواء يمكن أن تؤثر فيه

## التحضير
```
Na2WO4 + 2 SOCl2 → WOCl4 +2NaCl + 2 SO2
```